# Státní poznávací značky v Polsku

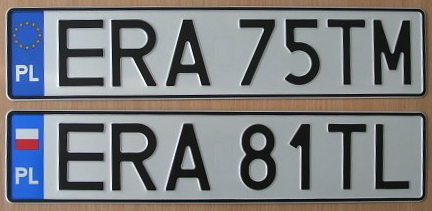
Polské registrační značky. Zde z Radomska.

Polské registrační značky existují v dnešní podobě (bílé s černými písmeny a polskou vlajkou, od 2. května 2004 se znakem EU) od 31. března 2000. Nahradily značky černé s bílými písmeny, které sloužily od roku 1976.
Změna byla motivována nejen špatnou čitelností původních černých značek za nižší viditelnosti, ale také změnou administrativního rozdělení země v roce 1999. V současnosti má většina polských vozidel už značky nové, protože platnost starých končí se změnou majitele vozu.

## Význam písmen a čísel na značce
První písmeno na značce vždy označuje vojvodství, další písmena pak okres. V případě zemských okresů (powiaty zemskie) jde o písmena dvě, v případě okresů městských (powiaty grodzkie) a čtvrtí Varšavy o písmeno jedno. Následuje mezera a za ní identifikace konkrétního vozidla. Pro ni je možno použít čtyři nebo pět znaků, v případě městských okresů znaků pět, a lze kombinovat čísla s písmeny. Celkem tak na značce najdeme sedm nebo osm znaků.
Značky pro motocykly jsou tvořeny na stejném principu jako značky pro automobily. Rozdílem je, že v městských okresech mají pouze šest znaků.
Následující mapky ukazují polská vojvodství a k nim příslušející písmena na značkách (na mapce černou barvou):

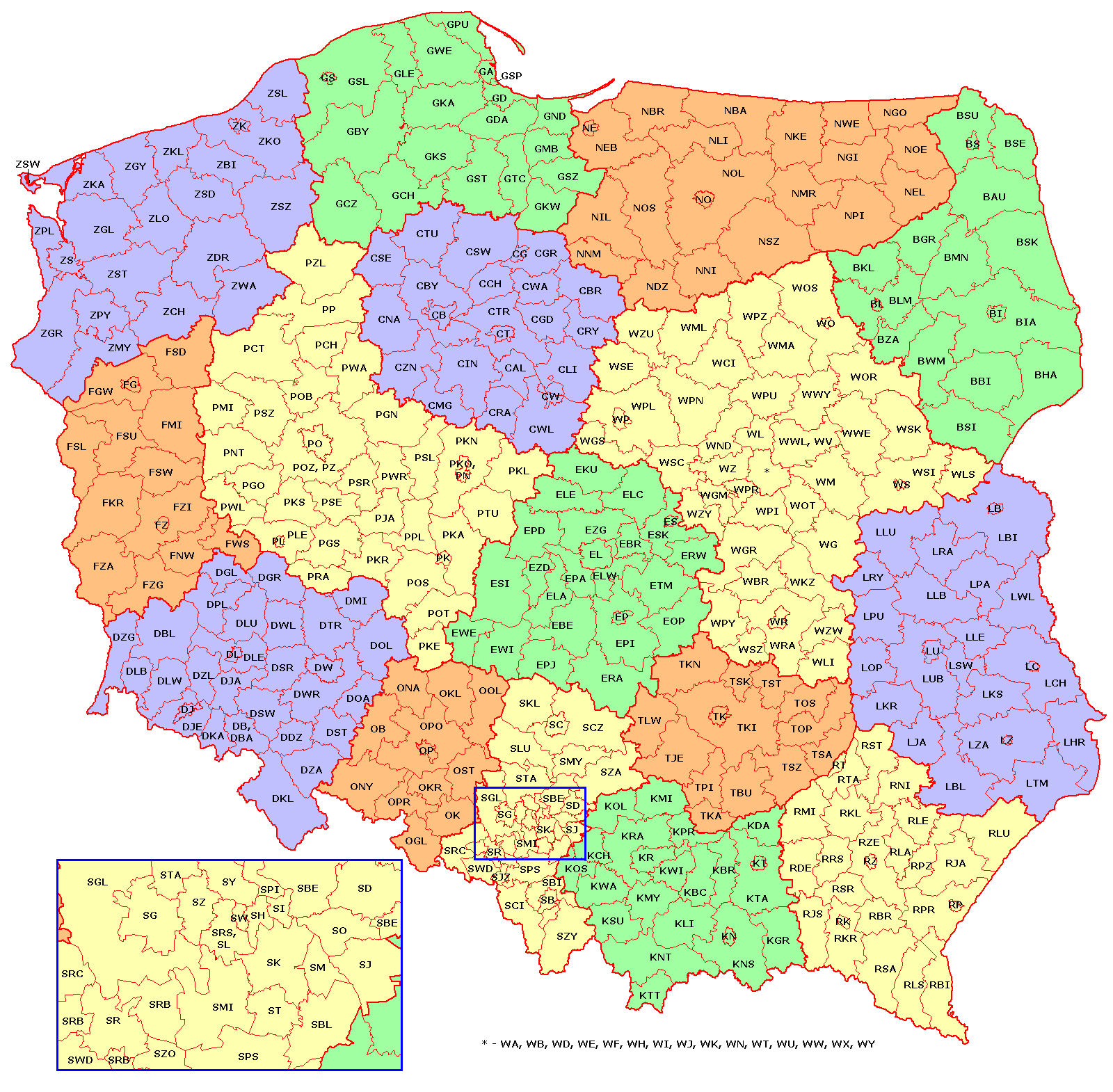
Písmena registračních značek podle okresů

## Individuální značky

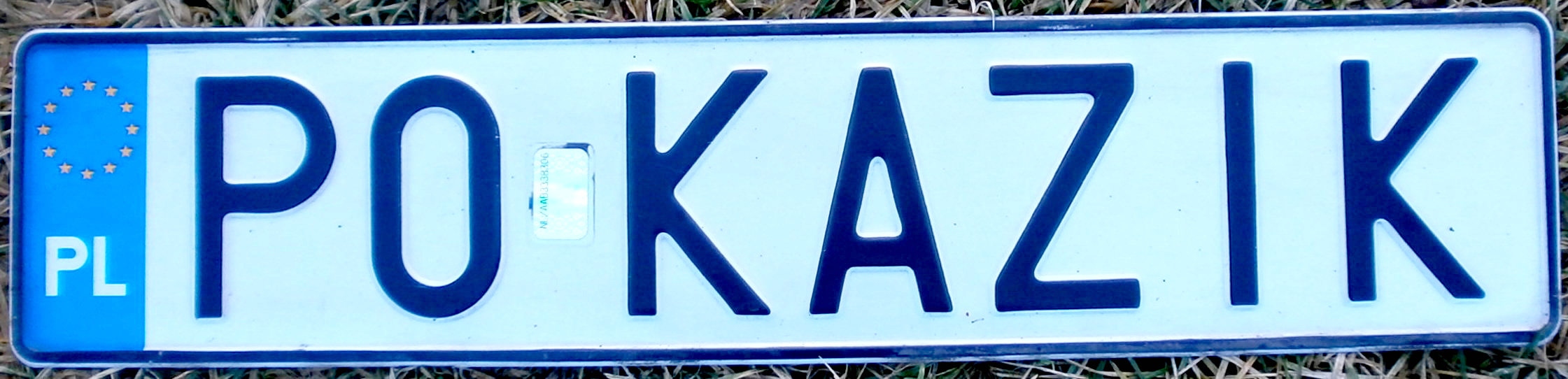
Individuální polská značka z velkopolského vojvodství.

Za příplatek je možné zažádat o značku individuální. Povinně musí být na takové značce označení vojvodství a jedna následující číslice. Pak následuje prostor pro tři až pět dalších znaků, které jsou volně volitelné. Pravidlem ovšem je, že označení smí obsahovat maximálně dvě čísla a je zakázáno užívat urážlivé výrazy. Poplatek za vydání individuálních značek činí v přepočtu cca 7000 korun pro automobily a asi polovinu této částky pro motocykly. I proto se s nimi příliš často nesetkáme.